# Форио
Форио (итал. Forio) је насеље у Италији у округу Напуљ, региону Кампанија.
Према процени из 2011. у насељу је живело 15969 становника. Насеље се налази на надморској висини од 134 м.

## Становништво
| 1931. | 1936. | 1951. | 1961. | 1971. | 1981. | 1991.  | 2001.  | 2011.  |
| ----- | ----- | ----- | ----- | ----- | ----- | ------ | ------ | ------ |
| 7.197 | 6.415 | 6.603 | 7.209 | 8.142 | 9.642 | 11.526 | 14.554 | 16.597 |